# الشفرة (فلم)
الشفرة (بالإنجليزية: The Code)هو فيلم وثائقي فنلندي عن نظام تشغيل لينكس من إصدار 2001 . كتبه وأنتجه Hannou Puttonen مستعرضاً فيه بعض أكثر الشخصيات تأثيراً في حركة البرمجيات الحرة .

## وصلات خارجية
- مقالات تستعمل روابط فنية بلا صلة مع ويكي بيانات
- الموقع الرسمي للفيلم .
- الفيلم كاملاً على Google Video .